# Olympische Sommerspiele 2020/Leichtathletik – 20 km Gehen (Frauen)
Der Wettkampf im 20-km-Gehen der Frauen bei den Olympischen Spielen 2020 in Tokio wurde am 6. August 2021 ausgetragen.
Die Strecke sollte ursprünglich durch den Imperial Palace Garden in Tokio führen. Nachdem es bei den Leichtathletik-Weltmeisterschaften 2019 in Doha jedoch bei mehreren Athleten aufgrund der klimatischen Bedingungen zu gesundheitlichen Problemen gekommen war, gab das IOC im Oktober 2019 bekannt, bei den Spielen in Japan die Marathonläufe sowie die Wettbewerbe im Gehen ins kühlere Sapporo auf Hokkaidō zu verlegen. Neuer Austragungsort war der Ōdōri-Park.
Von den 58 gestarteten Geherinnen erreichten 53 das Ziel.
Olympiasiegerin wurde die Italienerin Antonella Palmisano. Silber gewann die Kolumbianerin Sandra Arenas, Bronze ging an die Chinesin Liu Hong.

## Aktuelle Titelträgerinnen
| Olympiasiegerin                         | Liu Hong ( China)                          | 1:28:35 h                                  | Rio de Janeiro 2016 |
| Weltmeisterin                           | Liu Hong ( China)                          | 1:32:53 h                                  | Doha 2019           |
| Europameisterin                         | María Pérez ( Spanien)                     | 1:26:36 h                                  | Berlin 2018         |
| Nord-/Zentralamerika-/Karibik-Meisterin | Maria Michta-Coffey ( Vereinigte Staaten)  | 1:36:34 h                                  | Toronto 2018        |
| Südamerikameisterin                     | Karla Jaramillo ( Ecuador)                 | 1:30:52 h                                  | Lima 2019           |
| Asienmeisterin                          | Wettbewerb nicht im Meisterschaftsprogramm | Wettbewerb nicht im Meisterschaftsprogramm | Doha 2019           |
| Afrikameisterin                         | Yehualeye Beletew ( Äthiopien)             | 1:31:47 h                                  | Asaba 2018          |
| Ozeanienmeisterin                       | Wettbewerb nicht im Meisterschaftsprogramm | Wettbewerb nicht im Meisterschaftsprogramm | Townsville 2019     |

## Bestehende Rekorde
| Weltrekord         | Jelena Laschmanowa ( Russland) | 1:25:02 h | OS London, Großbritannien | 11. August 2012 |
| Olympischer Rekord | Jelena Laschmanowa ( Russland) | 1:25:02 h | OS London, Großbritannien | 11. August 2012 |

Der bestehende olympische Rekord, gleichzeitig Weltrekord, wurde bei diesen Spielen nicht erreicht. Mit ihrer Zeit von 1:29:12 h verfehlte die italienische Olympiasiegerin Antonella Palmisano im Wettbewerb am 6. August den Rekord um 4:31 Minuten.
Anmerkung:

Die folgende Leistung wurde vom Weltleichtathletikverband World Athletics nicht als Weltrekord anerkannt:

Liu Hong (Volksrepublik China) – 1:24:38 h / 6. Juni 2015 / IAAF Race Walking Challenge, A Coruña (Spanien)

## Zwischenzeiten

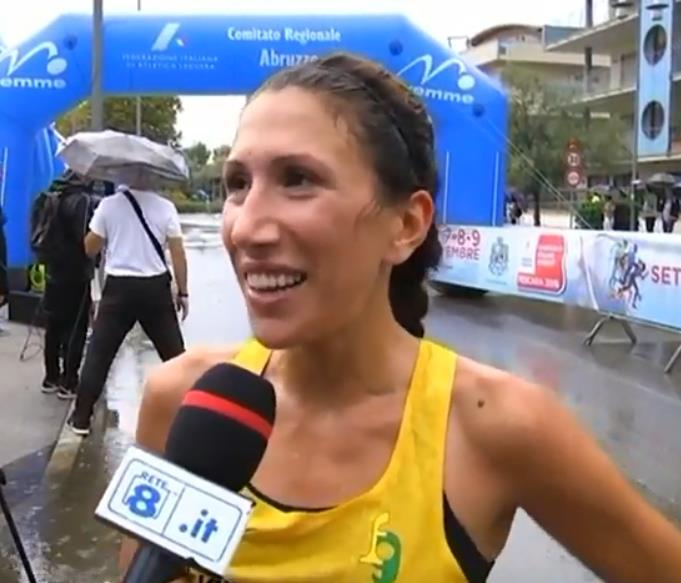
Olympiasiegerin Antonella Palmisano

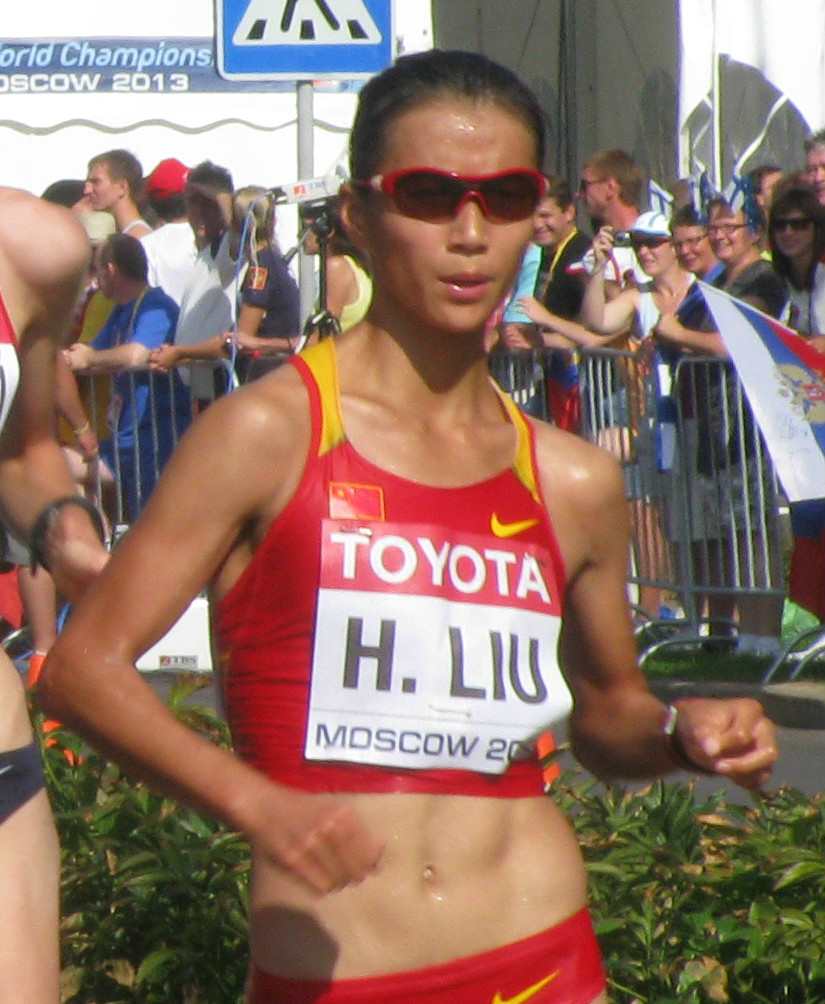
Liu Hong, Olympiasiegerin von 2016 gewann diesmal Bronze

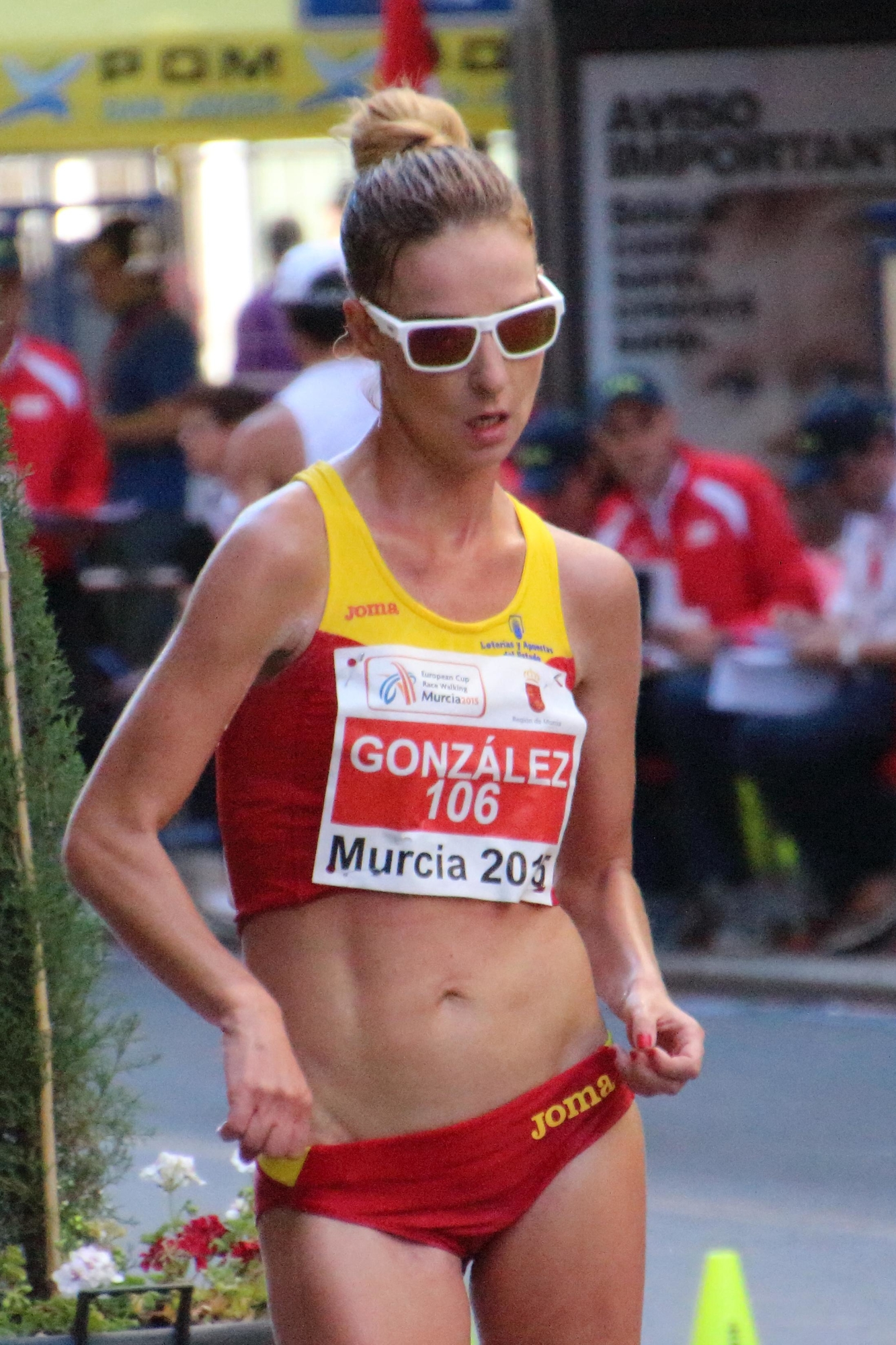
Raquel González – Rang vierzehn

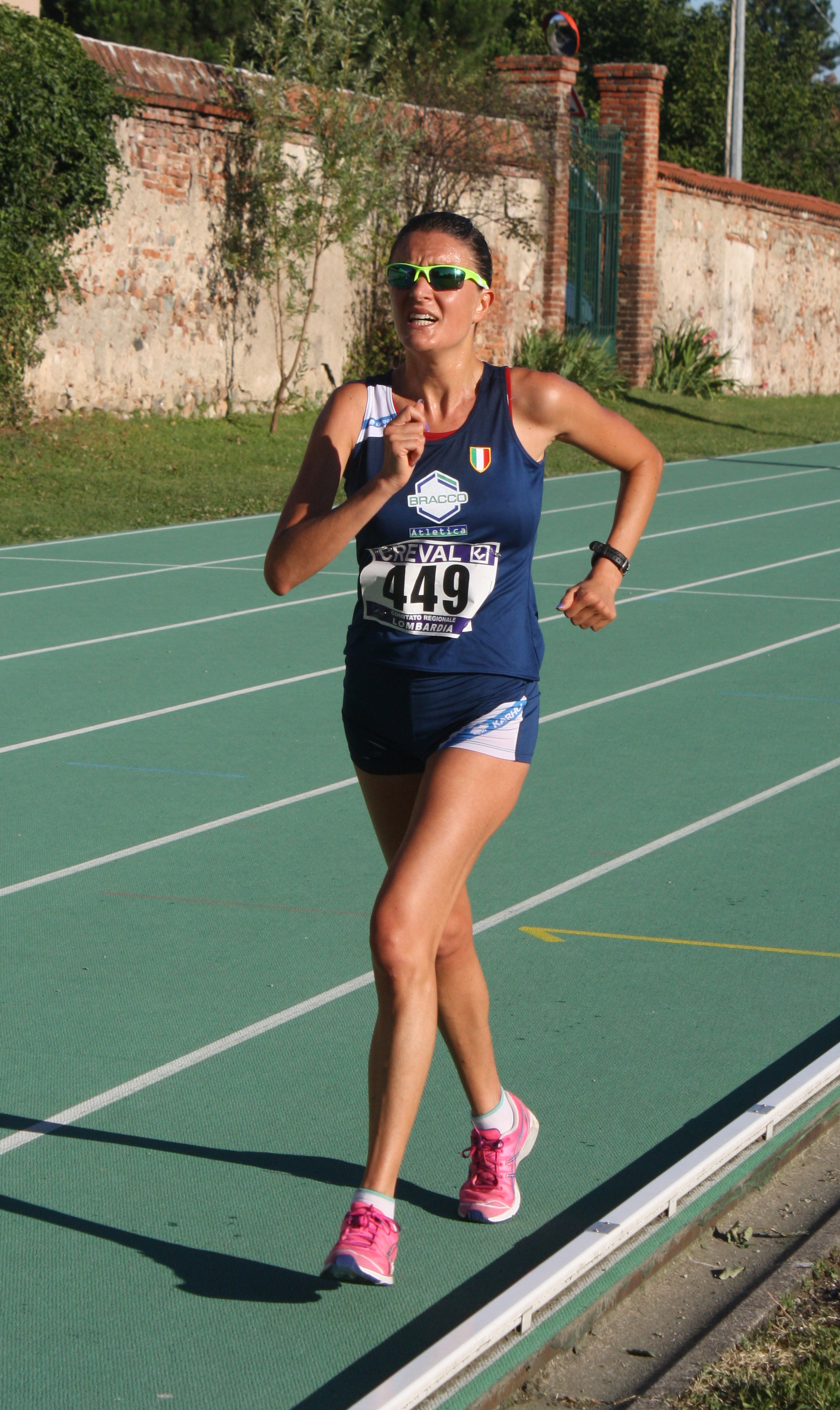
Valentina Trapletti belegte Rang achtzehn

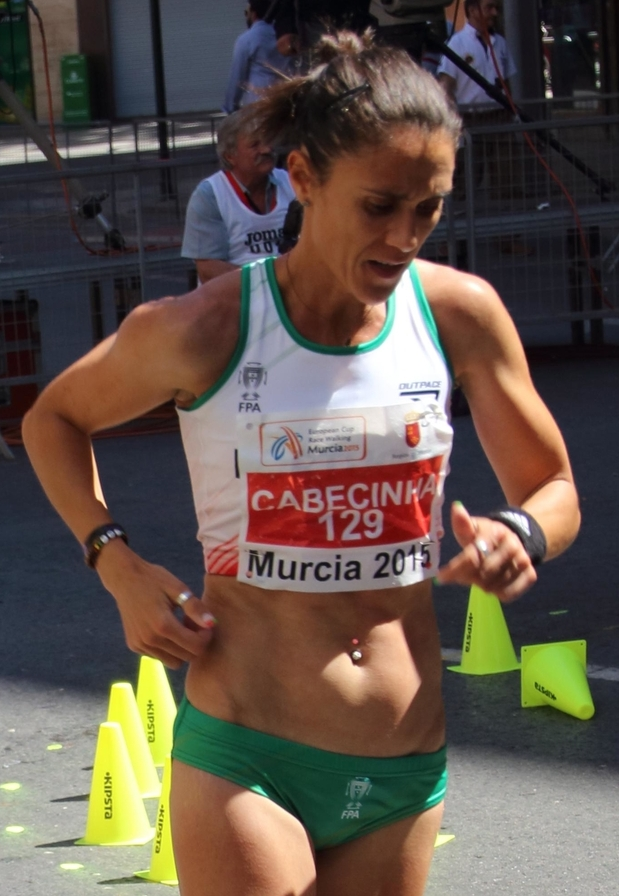
Ana Cabecinha – Rang zwanzig

| Marke | Zwischen- zeit | Führende | 2-km-Zeit |
| ----- | -------------- | --- | --------- |
| 2 km  | 9:25 min       | Érica de Sena mit großer Gruppe | 9:25 min  |
| 4 km  | 18:31 min      | Antonella Palmisano mit großer Gruppe | 9:06 min  |
| 6 km  | 27:37 min      | Yang Jiayu mit großer Gruppe | 9:06 min  |
| 8 km  | 36:25 min      | Priyanka Goswami mit 22köpfiger Gruppe | 8:48 min  |
| 10 km | 45:57 min      | Antonella Palmisano mit 16köpfiger Gruppe | 9:32 min  |
| 12 km | 55:01 min      | Jemima Montag mit 15köpfiger Gruppe | 9:04 min  |
| 14 km | 1:04:04 h00    | Antonella Palmisano mit 12köpfiger Gruppe | 9:03 min  |
| 16 km | 1:12:45 h00    | Palmisano, Yang, de Sena, Arenas, Liu Hong / Pérez García 2 s zurück / Montag 10 s zur. / González 16 s zur. / Qieyang Shijie, Chassanowa 18 s zur. | 8:41 min  |
| 18 km | 1:21:00 h00    | Palmisano / Arenas 6 s zur. / de Sena 18 s zur. / Liu Hong 22 s zur. / Pérez García 28 s zur. / Montag 47 s zur. / González 53 s zur.               | 8:15 min  |
| 20 km | 1:29:12 h00    | Antonella Palmisano | 8:12 min  |

## Ergebnis
Start: 6. August 2021 um 16:30 Uhr Ortszeit (9:30 Uhr MESZ)
| Platz | Athletin                     | Nation       | Zeit (h) | Anmerkung | Verwarnungen          |
| ----- | ---------------------------- | ------------ | -------- | --------- | --------------------- |
| 1     | Antonella Palmisano          | Italien      | 1:29:12  |           |                       |
| 2     | Sandra Arenas                | Kolumbien    | 1:29:37  |           | Boden / Boden         |
| 3     | Liu Hong                     | China        | 1:29:57  |           | Boden / Boden         |
| 4     | María Pérez García           | Spanien      | 1:30:05  |           |                       |
| 5     | Alegna González              | Mexiko       | 1:30:33  |           |                       |
| 6     | Jemima Montag                | Australien   | 1:30:39  |           | Boden                 |
| 7     | Qoijing Gyi                  | China        | 1:31:04  |           |                       |
| 8     | Antigoni Drisbioti           | Griechenland | 1:31:24  | SB        |                       |
| 9     | Paola Pérez                  | Ecuador      | 1:31:26  |           | Boden / Boden         |
| 10    | Katarzyna Zdziebło           | Polen        | 1:31:29  |           |                       |
| 11    | Érica de Sena                | Brasilien    | 1:31:39  |           | Boden / Boden / Boden |
| 12    | Yang Jiayu                   | China        | 1:31:54  |           | Boden / Boden / Boden |
| 13    | Nanako Fujii                 | Japan        | 1:31:55  |           |                       |
| 14    | Raquel González              | Spanien      | 1:31:57  |           | Boden                 |
| 15    | Kumiko Okada                 | Japan        | 1:31:57  |           |                       |
| 16    | Elwira Chassanowa            | ROC          | 1:31:58  |           | Boden / Boden         |
| 17    | Priyanka Goswami             | Indien       | 1:32:36  |           | Boden                 |
| 18    | Valentina Trapletti          | Italien      | 1:33:12  |           |                       |
| 19    | Marija Sacharuk              | Ukraine      | 1:34:04  |           |                       |
| 20    | Ana Cabecinha                | Portugal     | 1:34:08  | SB        |                       |
| 21    | Noelia Vargas                | Costa Rica   | 1:35:07  |           |                       |
| 22    | Meryem Bekmez                | Türkei       | 1:35:08  |           |                       |
| 23    | Anastassija Rarouskaja       | Belarus      | 1:35:09  |           | Boden                 |
| 24    | Mary Luz Andía               | Peru         | 1:35:25  |           |                       |
| 25    | Sandra Viviana Galvis        | Kolumbien    | 1:35:36  | SB        | Boden / Boden         |
| 26    | Brigita Virbalytė            | Litauen      | 1:35:56  |           |                       |
| 27    | Hanna Schewtschuk            | Ukraine      | 1:36:27  |           | Boden / Boden         |
| 28    | Karla Jaramillo              | Ecuador      | 1:36:32  |           | Boden                 |
| 29    | Kyriaki Filtisakou           | Griechenland | 1:36:51  |           |                       |
| 30    | Tereza Ďurdiaková            | Tschechien   | 1:36:58  |           |                       |
| 31    | Hanna Terljukewitsch         | Belarus      | 1:37:22  |           | Boden                 |
| 32    | Bhawna Jat                   | Indien       | 1:37:38  |           | Boden                 |
| 33    | Robyn Stevens                | USA          | 1:37:42  |           | Knie / Boden          |
| 34    | Laura García-Caro            | Spanien      | 1:37:48  |           | Boden / Boden / Boden |
| 35    | Ching Siu Nga                | Hongkong     | 1:37:53  |           | Knie                  |
| 36    | Leydi Guerra                 | Peru         | 1:38:10  |           | Boden / Boden         |
| 37    | Katie Hayward                | Australien   | 1:38:11  |           | Boden / Boden         |
| 38    | Rebecca Henderson            | Australien   | 1:38:21  |           | Boden                 |
| 39    | Ayşe Tekdal                  | Türkei       | 1:38:40  |           |                       |
| 40    | Kaori Kawazoe                | Japan        | 1:39:31  |           |                       |
| 41    | Evin Demir                   | Türkei       | 1:39:55  |           |                       |
| 42    | Aiman Ratowa                 | Kasachstan   | 1:40:02  |           |                       |
| 43    | Ljudmyla Oljanowska          | Ukraine      | 1:40:20  |           |                       |
| 44    | Mirna Ortíz                  | Guatemala    | 1:40:23  |           |                       |
| 45    | Mária Katerinka Czaková      | Slowakei     | 1:41:29  |           | Knie / Boden          |
| 46    | Barbara Kovács               | Ungarn       | 1:41:49  |           |                       |
| 47    | Valeria Ortuño               | Mexiko       | 1:41:50  |           | Boden / Boden         |
| 48    | Ángela Castro                | Bolivien     | 1:42:25  |           |                       |
| 49    | Wiktoryja Raschtschupkina    | Belarus      | 1:43:33  |           |                       |
| 50    | Mayra Carolina Herrera Pérez | Guatemala    | 1:44:30  |           | Boden / Boden / Boden |
| 51    | Ilse Guerrero                | Mexiko       | 1:45:47  |           |                       |
| 52    | Eleonora Giorgi              | Italien      | 1:46:36  |           | Boden / Knie          |
| 53    | Panagiota Tsinopoulou        | Griechenland | 1:47:19  |           | Knie                  |
| DNF   | Kimberly García              | Peru         |          |           | Boden                 |
| DNF   | Viktória Madarász            | Ungarn       |          |           |                       |
| DNF   | Saskia Feige                 | Deutschland  |          |           |                       |
| DNF   | Glenda Morejón               | Ecuador      |          |           |                       |
| DNF   | Yehualeye Beletew            | Äthiopien    |          |           |                       |

## Wettbewerbsverlauf
Bei den äußeren Bedingungen mit einer Temperatur von 34° Celsius waren schnelle Zeiten nicht zu erwarten. Die Brasilianerin Érica de Sena führte das noch komplette Feld mit vorsichtigen 9:25 min durch die ersten beiden Kilometer. Auch bei Kilometer sechs war noch eine große Gruppe gemeinsam an der Spitze mit 2-Kilometer-Abschnitten von knapp über neun Minuten. Mit der Inderin Priyanka Goswami an der Spitze wurde es zwischenzeitlich schneller, die nächsten beiden Kilometer legte die Spitzengruppe in 8:48 min zurück. Die Führungsgruppe reduzierte sich, blieb jedoch mit 22 Geherinnen immer noch groß. Bis Kilometer sechzehn ließen es die Athletinnen wieder etwas langsamer angehen, dennoch verkleinerte sich die Gruppe an der Spitze allmählich, bis mit der Italienerin Antonella Palmisano, der Kolumbianerin Sandra Arenas, den beiden Chinesinnen Yang Jiayu und Liu Hong sowie de Sena noch fünf Geherinnen beisammen waren. Die Spanierin María Pérez García war allerdings nur zwei Sekunden zurück und auch der Abstand zu den nächsten Verfolgerinnen Jemima Montag aus Australien (10 s) und der Mexikanerin Alegna González (16 s) war noch nicht allzu groß.
Kurz vor Kilometer siebzehn ergriff Palmisano die Initiative und erhöhte das Tempo deutlich. Schnell löste sie sich von ihren Begleiterinnen, die ihr mit knappen Abständen nun jeweils einzeln folgten. Zwei Kilometer vor dem Ziel lag Arenas sechs Sekunden zurück, weitere zwölf Sekunden betrug hinter der Kolumbianerin de Senas Rückstand, die ihrerseits vier Sekunden vor der Olympiasiegerin von 2016 Liu Hong ging.
Auf den Rängen eins und zwei änderte sich nichts mehr. In 1:29:12 min ging Antonella Palmisano als Olympiasiegerin ins Ziel. Mit einem Rückstand von 25 Sekunden sicherte sich Sandra Arenas die Silbermedaille. Liu Hong arbeitete sich auf den Bronzeplatz vor, ihr Rückstand auf die Goldmedaillengewinnerin betrug 45 Sekunden. Der am Ende viertplatzierten María Pérez García fehlten nur acht Sekunden auf einen Medaillenrang. Fünfte wurde Alegna González vor Jemima Montag.

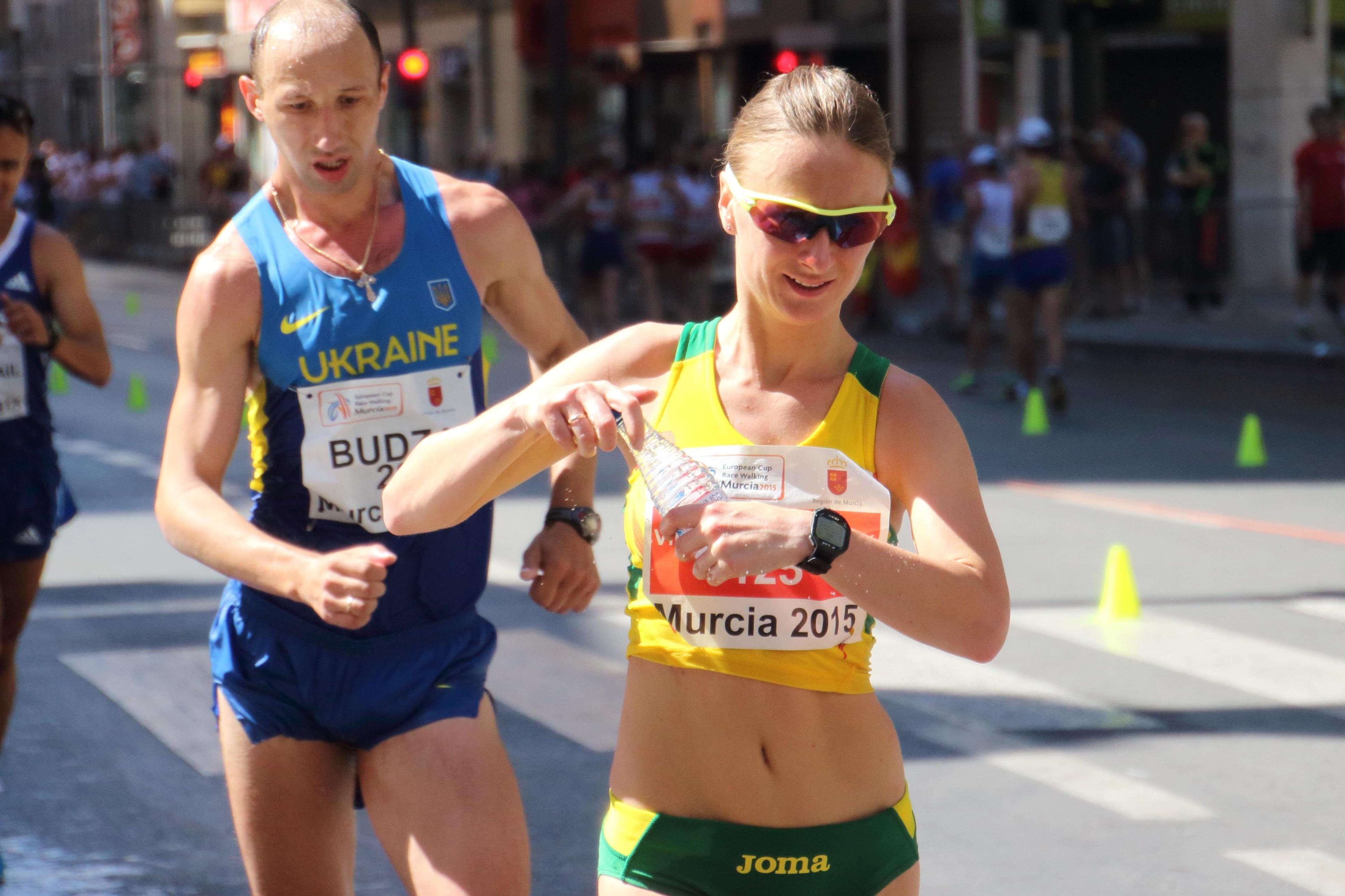
Brigita Virbalytė erreichte Platz 26
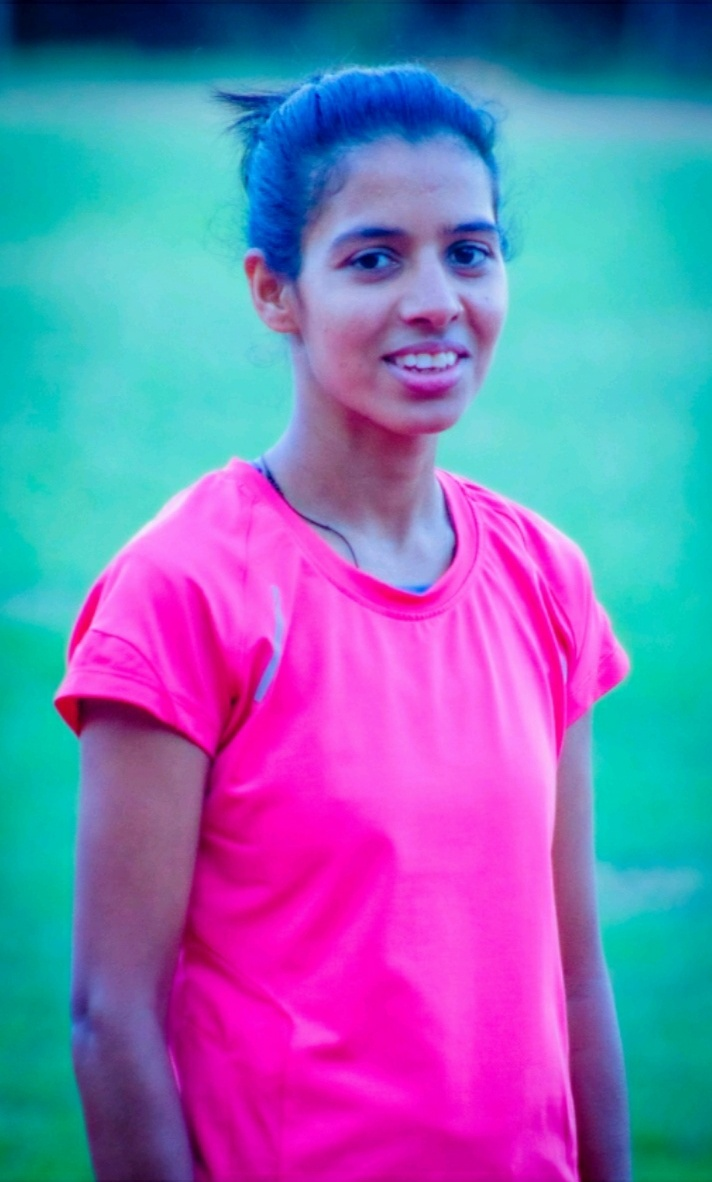
Rang 32 für Bhawna Jat
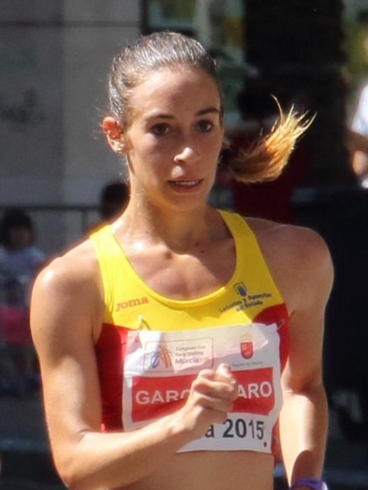
Laura García-Caro – Platz 34
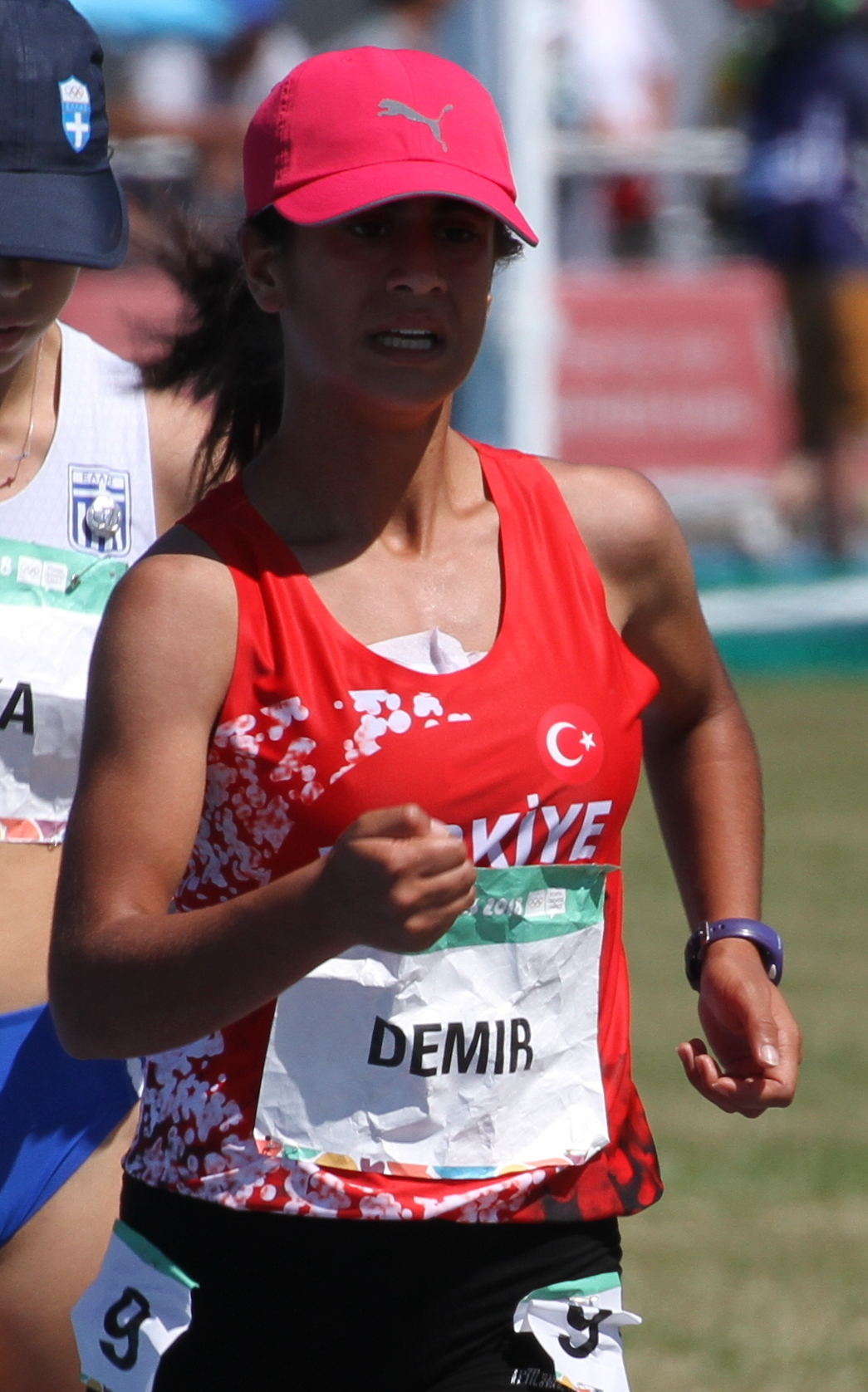
Evin Demir – Platz 41

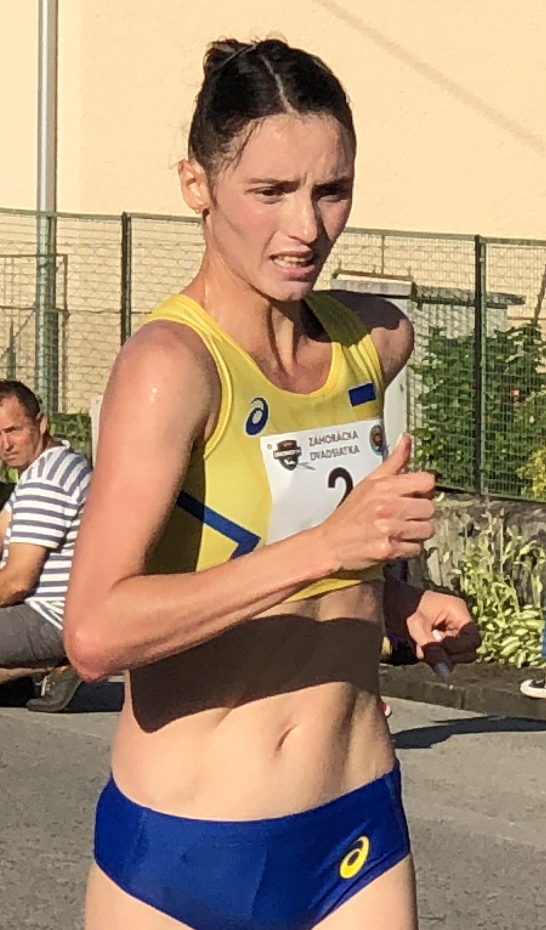
Ljudmyla Oljanowska – Platz 43
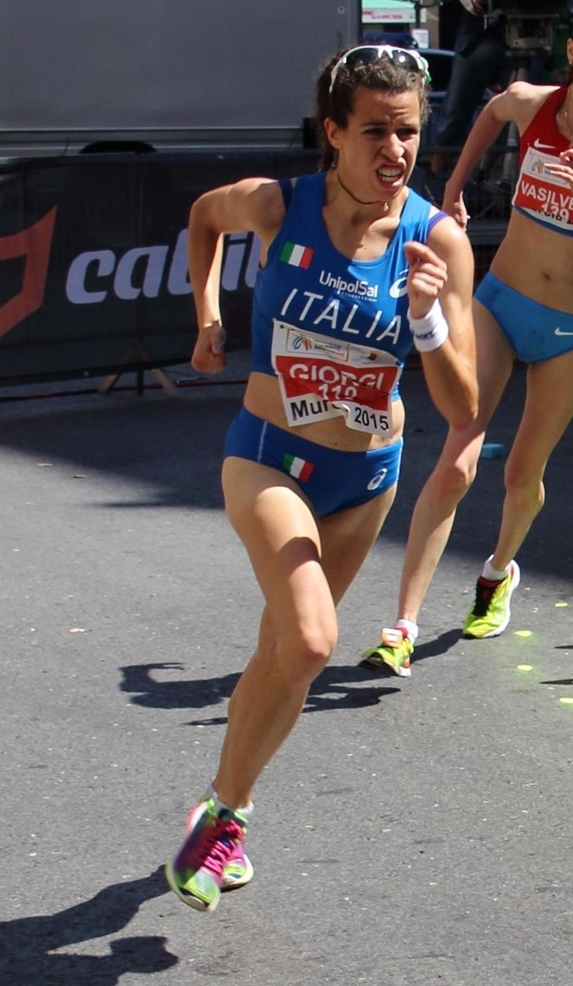
Eleonora Giorgi – Platz 52
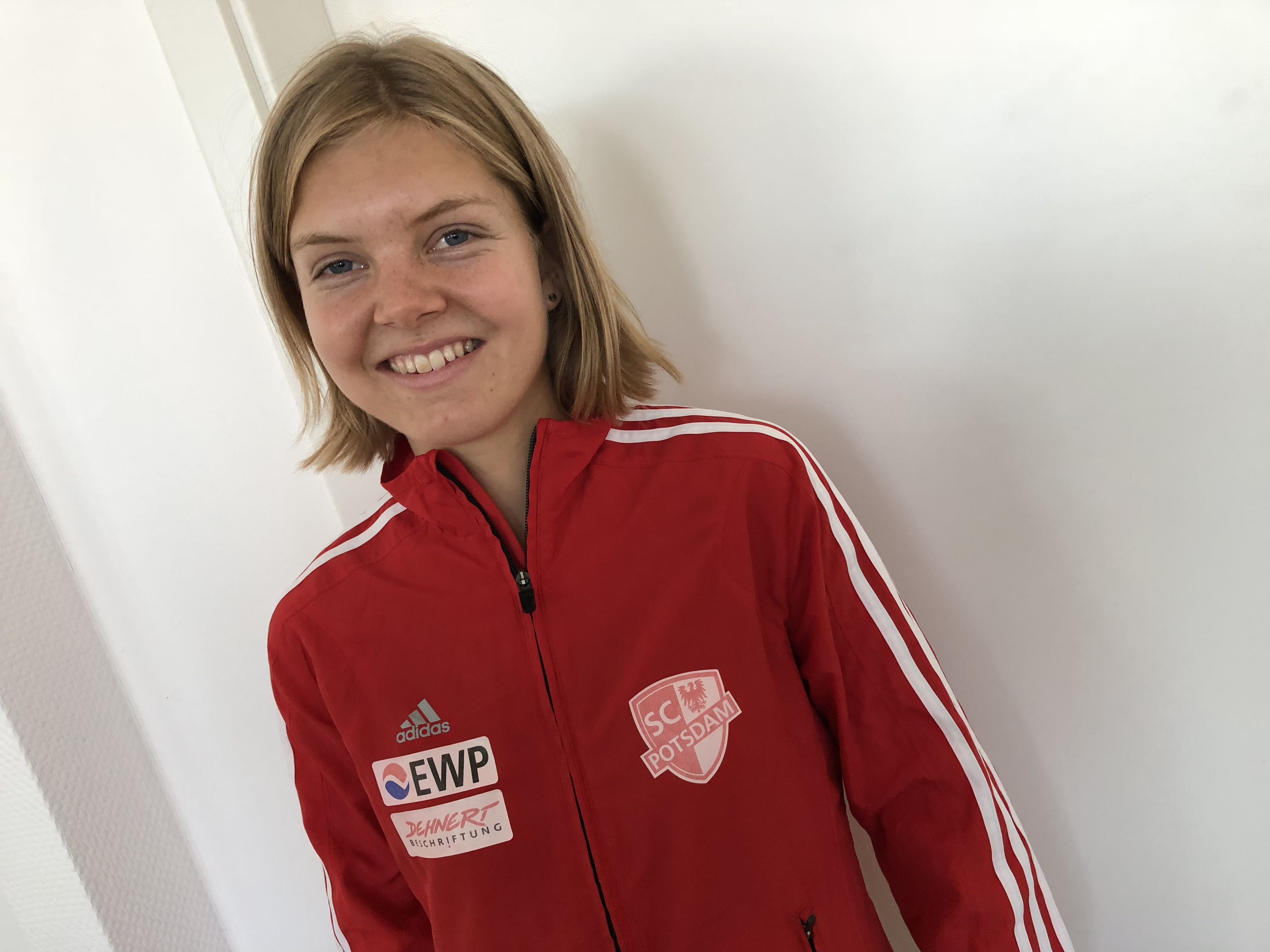
Saskia Feige – Wettkampf nicht beendet
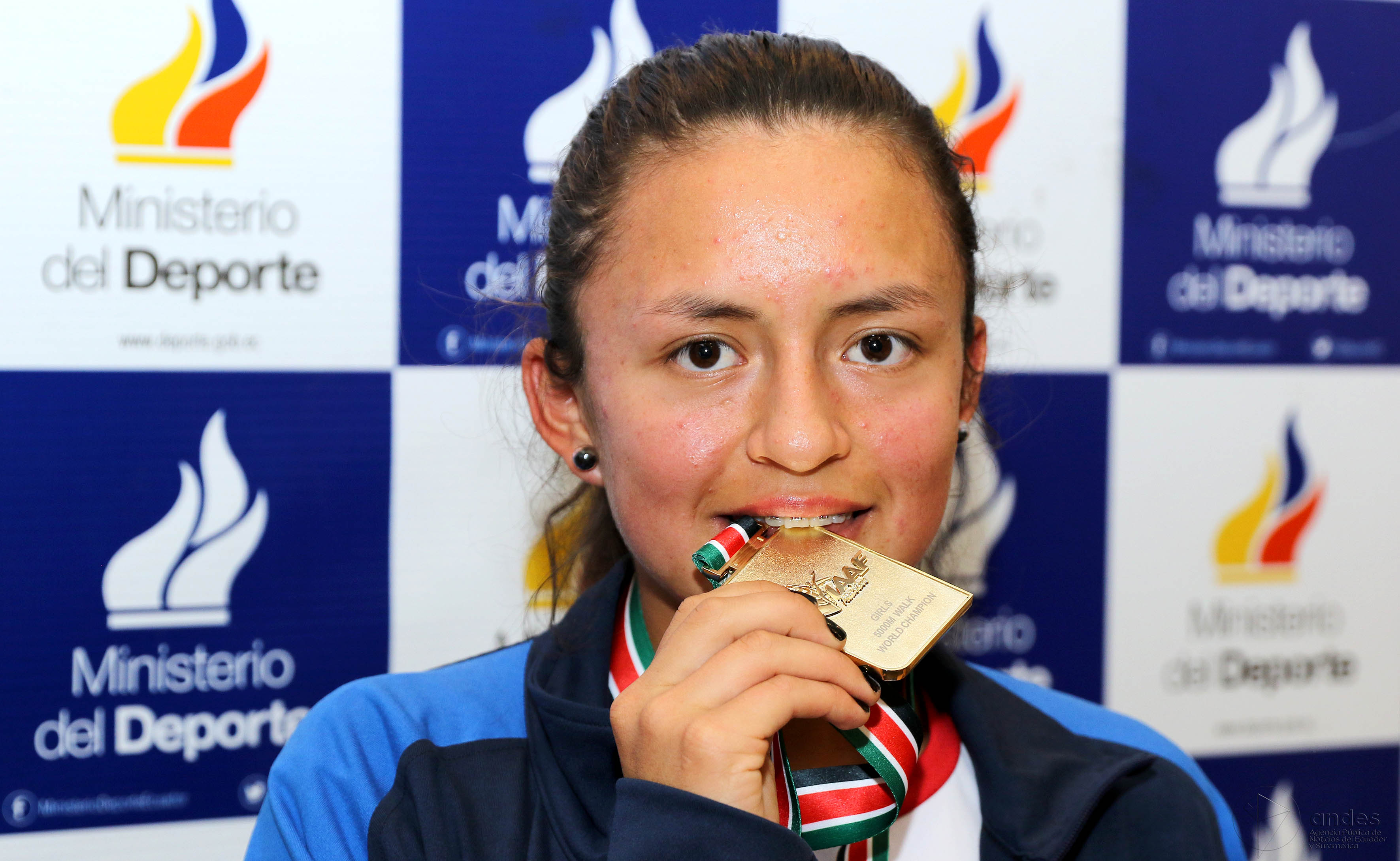
Glenda Morejón – Wettkampf nicht beendet
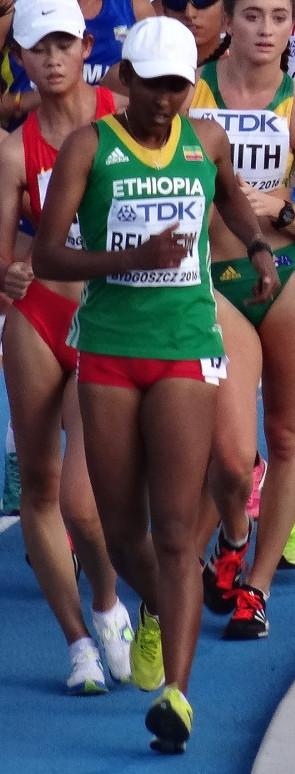
Yehualeye Beletew – Wettkampf nicht beendet

## Video
- WOMEN'S 20KM RACE WALK – ATHLETICS, Final Highlights, Olympic Games - Tokyo 2020, youtube.com, abgerufen am 4. Juni 2022